# Бен-Йехуда, Хемда
Хемда Бен-Йехуда (ивр. חֶמְדָּה בֵּן־יְהוּדָה‎, урождённая Бейла Ионас, 4 июля 1873, Дрисса — 25 августа 1951, Иерусалим) — израильская писательница, переводчица. Вторая жена Элиэзерa Бен-Йехуды.

## Биография
Родилась в семье еврейского писателя и поэта Шломо-Нафтали-Герца Ионаса и Ривки-Леи Барабиш. Была пятым ребёнком из семи детей. Окончив гимназию, поступила на Высшие женские курсы. После смерти своей старшей сестры — Деборы Ионас, первой жены Э. Бен-Йехуды, вышла замуж за него и переселилась в Иерусалим.
По прибытии в Эрец-Исраэль писала рассказы на иврите, статьи в газете «Ха-Цви». Помогала Э.Бен-Йехуде в его литературной деятельности. Много сделала для подготовки публикации научного и литературного наследия Бен-Йехуды.
После смерти Бен-Йехуды продолжила (совместно с сыном Эхудом) проект «Полного словаря древнего и современного иврита».